# Tokoprymno
Tokoprymno is een geslacht van neteldieren uit de klasse van de Anthozoa (bloemdieren).

## Soort
- Tokoprymno maia Bayer, 1996